# Gebänderter Messeraal
Der Gebänderte Messeraal (Gymnotus carapo) ist ein Süßwasserfisch aus der Ordnung der Neuwelt-Messerfische (Gymnotiformes). Er kommt in Mittel- und Südamerika vom südlichen Mexiko bis nach Paraguay vor und bewohnt auch die Karibikinsel Trinidad. Die Art wurde bereits 1758 von Carl von Linné, dem Begründer der modernen botanischen und zoologischen Taxonomie, in seiner Systema Naturae klassifiziert.

## Merkmale
Gebänderte Messeraale erreichen eine durchschnittliche Länge von 60 cm, bei einer Maximallänge von 76 cm. Der von zahlreichen, sehr kleinen Schuppen bedeckte Körper ist aalartig langgestreckt, vorn im Querschnitt fast rund, flacht nach hinten zunehmend seitlich ab und ist am Ende zugespitzt. Das Maul ist breit, die in einer Reihe angeordneten Zähne konisch. Eine Schwanzflosse fehlt, ebenso die Rückenflosse und Bauchflossen. Die lange, sich fast über die gesamte Körperlänge erstreckende Afterflosse ist das Hauptantriebsorgan der Fische. Sie ermöglicht es ihnen durch wellenförmige Bewegungen sowohl vorwärts als auch rückwärts zu schwimmen und wird von 200 bis 260 Flossenstrahlen gestützt. Die Brustflossen werden von einem harten Flossenstrahl und 14 bis 15 Weichstrahlen gestützt. Junge Gebänderte Messeraale ähneln den Jungfischen der verwandten Zitteraale und sind fleischfarben bis graugelb, meist mit zahlreichen, breiten dunkelbraune bis braungraue Querstreifen gemustert, die auf dem Rücken miteinander verbunden sind. Aber auch einfarbige Jungfische ohne Querstreifen kommen vor. Ausgewachsene Tiere sind dunkel und zeigen helle Querbinden.
Die Fische besitzen ein schwaches elektrisches Organ, das zu Orientierung und zur Unterscheidung von Beute, konkurrierenden Artgenossen und Fressfeinden dient.

## Unterarten
Aufgrund des weiten Verbreitungsgebietes der Art, es umfasst 14 Millionen km², ist sie sehr variabel und polytypisch. Im September 2017 wurden deshalb sieben Unterarten beschrieben.
- Gymnotus carapo australis Craig et al., 2017, Einzugsgebiet von Paraná und Río Paraguay,
- Gymnotus carapo caatingaensis Craig et al., 2017, Einzugsgebiet des Rio Parnaíba im Nordosten Brasiliens,
- Gymnotus carapo carapo Linnaeus, 1758, Suriname und Französisch-Guayana,
- Gymnotus carapo madeirensis Craig et al., 2017, Einzugsgebiet des oberen Rio Madeira,
- Gymnotus carapo occidentalis Craig et al., 2017, Einzugsgebiet des westlichen Amazonas, des Rio Negro und des Essequibo,
- Gymnotus carapo orientalis Craig et al., 2017, Einzugsgebiet des östlichen Amazonas, des Rio Tocantins und des Rio Trombetas,
- Gymnotus carapo septentrionalis Craig et al., 2017, Einzugsgebiet des Orinocos und Trinidad.

## Lebensweise
Gebänderte Messeraale leben in schnell und langsam fließenden, in stehenden kleinen Gewässern und im schattigen Uferbereichen größerer Ströme. Da sie in der Lage sind Luft aufzunehmen, können sie das Austrocknen ihrer Wohngewässer eine Zeit lang überdauern. Die nachtaktiven Fische ernähren sich von Würmern, Insekten (Libellenlarven), kleinen Fischen, vor allem von Salmlern und von pflanzlichem Material. Die Art legt ihre Eier in einem Nest aus Pflanzenmaterial, später nimmt das Männchen Eier und Larven ins Maul (Maulbrüter).